# شقاريات
الشقاريات (الاسم العلمي: Psammophiidae)، فصيلة من الثعابين الفصيلة العليا رحيانيات. صُنفت سابقًا على أنها فُصيلة من فصيلة ثعبانيات ساطعة، ولكن حُددت مؤخرًا على أنها فصيلة متميزة ومنفصلة

## الأجناس
تشمل ثمانية أجناس جنس (تصنيف):
- Dipsina Jan, 1862
- Hemirhagerrhis Boettger, 1893
- Kladirostratus Conradie, Keates & Edwards, 2019
- خضاري (ثعبان) Fitzinger, 1826
- Mimophis Günther, 1868
- شقاري Fitzinger, 1826
- Psammophylax Fitzinger, 1843
- Rhamphiophis Peters, 1854